# ЛКП «Лев»
Львівське комунальне підприємство «Лев» (ЛКП «Лев») — міський стерилізаційний центр для безпритульних тварин.

## Історія підприємства
Підприємство розпочало свою роботу ще за часів Радянського Союзу, однак регулювання чисельності безпритульних собак та котів тривалий час не можна було назвати гуманним. Тварини використовувалися як сировина для отримання доходу, а згодом їх знищували з метою скорочення кількості. 
У 2014 році прийнято міську Ухвалу про захист котів від жорстокого поводження, а з 2015 року розпочато активні зміни із трансформації підприємства та запровадження гуманної моделі роботи. За кошти благодійників, кошти міського бюджету та гранту Євросоюзу було проведено капітальний ремонт приміщень, встановлено системи тепло і водопостачання, каналізацію, закуплено сучасне обладнання для ветклініки, новий автомобіль та засоби для відлову тварин. У цей час на підприємстві розпочинає діяти нова міська програма, яка базується на певній послідовності дій: "відлов-стерилізація-вакцинація-прилаштування, або відпуск безпритульних тварин на місце вилову". У червні 2016 року відкрито сучасний Центр адопції тварин. Саме завдяки активній роботі над реалізацією програми вдалося досягти скорочення чисельності безпритульних собак у місті на третину. Станом на серпень 2018 року їх кількість нараховувала 405 особин. 
За період 2015-2019 років підприємством прилаштовано у нові родини понад 2500 безпритульних тварин. А у 2019 році, завдяки співпраці ЛКП «Лев» з опікунами котів, Львів першим у світі дізнався точну кількість вуличних котів —  нараховано 5992 муркутунів.
Після того, як безпритульні тварини потрапляючи в ЛКП «Лев», безпритульного  собаку доставляють у карантинне відділення, де його одразу вакцинують комплексною вакциною від інфекцій та від сказу, обробляють від бліх, кліщів, гельмінтів та утримують в індивідуальному боксі протягом десяти днів.
За кожним собакою спостерігають доглядальники, які їх годують та щоденно вигулюють. На десятий день тварину стерилізують та на добу поселяють у приміщення стаціонару. Останні десять днів кожен собака перебуває у вольєрі під нагляд ветеринарних спеціалістів та доглядальників, а також активно соціалізовується під час занять з кінологом та прогулянок із працівниками та волонтерами підприємства.
У ЛКП «Лев» докладають максимум зусиль для прилаштування усіх тварин в родини. 2019 року цей показник досяг рекордних 96% від кількості усіх поступлених собак. Якщо ж безпритульного собаку не вдалось прилаштувати у нову родину та за умови, що він не агресивний та здоровий, його чіпують, вносять усю необхідну інформацію в електронну базу даних та повертають на місце відлову під нагляд опікунів. Ознакою таких тварин є кліпса на вусі, що свідчить про проходження усього комплексу процедур. Але вже через рік собаку знову виловлюють для повторної вакцинації та спроби прилаштування. Вуличних котів на стерилізацію приносять мешканці міста — опікуни, при умові завчасного запису в чергу. Тварини перебувають в ЛКП «Лев» протягом 5-ти днів. Якщо ж не вдається за цей період прилаштувати котика у сім'ю, то вакциновану та стерилізовану тварину опікун повертає в ареал проживання. 
Завдання Львівського комунального підприємства «Лев» — гуманне регулювання чисельності безпритульних псів та котів на вулицях Львова, гарантування безпеки співіснування безхатніх тварин та мешканців міста, відповідальність власників тварин за своїх улюбленців та популяризація гуманного ставлення до тварин.

## Перша комунальна ветеринарна клініка (ПКВК)
У березні 2016 року на базі ЛКП «Лев» запрацювала Перша комунальна ветеринарна клініка (ПКВК) на базі якої працюють хірурги, терапевти, ортопед, стоматолог, фахівці із проведення рентген та УЗД діагностики, лаборанти, грумер. Ветеринарна клініка надає свої послуги населенню цілодобово.
Клініка облаштована стаціонарним відділенням, рентген кабінетом, апаратом ультразвукової діагностики, лабораторією, інфекційним відділенням, грумінґ кабінетом та надає широкий спектр ветеринарних послуг. Вона отримала ліцензію на використання кетаміну та інших препаратів цієї групи. 
У травні 2019 року у ПКВК було відкрито перший в Західній Україні банк крові для собак, а у серпні цього ж року перший в Україні комунальний стоматологічний кабінет для тварин. 
Щоденно ветеринарна клініка ЛКП «Лев» обслуговує до 10 безпритульних та понад 20 домашніх тварин. Зароблені кошти від лікування домашніх улюбленців підприємство вкладає у допомогу безпритульним собакам і котам, які зазнали травм чи захворіли.